# Pierre Mendès France
Pierre Mendès France, född 11 januari 1907 i Paris, Frankrike, död 18 oktober 1982, var en fransk politiker, till yrket advokat. Han var under många år ledamot av nationalförsamlingen, och var landets premiärminister 1954–1955. Partipolitiskt tillhörde han Parti républicain, radical et radical-socialiste. I slutet av 1950-talet lämnade han partiet och deltog i bildandet av det nya partiet Parti Socialiste Autonome (PSA). Partiet ombildades senare till Parti Socialiste Unifié (PSU) för vilket han även valdes in i Nationalförsamlingen 1967.

## Biografi
Efter studier i nationalekonomi och till advokat inträdde Mendès France 1932 på den politiska banan som radikalsocialistisk ledamot i Frankrikes nationalförsamling. Han hade då sedan 1928 intresserat sig för regeringens finanspolitik, om vilken han skrivit en licentiatavhandling. Efter ett par år i parlamentet orsakade han tumult i partiet då han började förespråka det slags keynesianism som bedrevs i Sverige. I den socialdemokratiske premiärministern Léon Blums regering 1938 var han statssekreterare och vice finansminister. I den befattningen försökte Mendès France införa den keynesianska politiken, men motarbetades kraftigt av senaten.
År 1940, då Nazityskland intog Frankrike, fängslades Mendès France på grund av Vichyregimen och dömdes på falska grunder för fanflykt, men kunde senare fly och som stridsflygare gå med i flygvapnet under general Charles de Gaulle. År 1944 ingick han som ekonomiminister i de Gaulles regering, för vilken han var representant för Frankrike i Bretton Woods-konferensen, där han deltog i bildandet av Världsbanken. Som motkrav på att Frankrike skulle få ta lån ställdes att ett visst antal Hollywoodfilmer skulle importeras. Hans uppgift som minister blev att sanera ekonomin, och han förde en politik som brukar betecknas som socialisering, vilket han drev igenom med stöd av socialdemokrater och kommunister. De senare ansåg emellertid att detta ytterst var kapitalistiska åtgärder. På grund av att Mendès France förordade keynesianska statliga ingripanden i ekonomin hamnade han på kollisionskurs med finansminister René Pleven, som var anhängare av marknadsekonomi, varför samarbetet i regeringen inte kunde fortgå. de Gaulle tog ställning för finansministern, och då avgick Mendès France.
År 1946 återkom han till nationalförsamlingen. Såsom starkt kritisk till fransk kolonialism blev han den 19 juni 1954 efter slaget i Dien Bien Phu landets premiärminister, mitt under kriget i Indokina och självständighetskriget i Algeriet. Hans ministär föll redan i februari 1955 i grund och botten på grund av politiken i Algeriet, en fråga som också gjorde att Mendès France lämnade Guy Mollets socialistiska regering, i vilken han inträtt 1956, samma fråga som ledde till att han lämnade partiledarskapet i det radikala partiet.
Bland de mera uppseendeväckande kampanjer Pierre Mendès France förknippas med var att minska vindrickandet i landet, genom att försöka få folket att i stället dricka mjölk; för att vara en god förebild drack han själv mjölk vid offentliga tillställningar. 
År 1959 uteslöts han ur Radikalerna, som hade stöttat de Gaulles återkomst till makten 1958. Mendès France deltog i bildandet av det nya Parti Socialiste Autonome (PSA). Mendès France blev under 1960-talet en av de Gaulles skarpaste kritiker.